# ユーレクのヒダントイン合成
ユーレクのヒダントイン合成（Urech hydantoin synthesis）は、アミノ酸とシアン酸カリウム、塩酸からヒダントインを合成する化学反応である。